# نهر لاتشلان
نهر اكلان(بالإنجليزية: Lachlan River)‏ هن نهر كبير في مركز ولاية نيوساوث ويلز، أستراليا, ينبع من كوليرن في منطقة جريت ديفايدنج رينج ويصب في نهر مرمبيجي تبلغ مساحة حوضة 84,700كم².